# Lumea Inelară (serie)
Lumea Inelară (titlu original Ringworld) este o serie science fiction creată de scriitorul american Larry Niven, care face parte din universul Spațiu Cunoscut. Primul roman al seriei, Lumea Inelară, a fost recompensat cu premiile Hugo (1970), Nebula și Locus (1972), iar al doilea, Inginerii Lumii Inelare, a fost nominalizat la premiile Hugo și Locus (1981).

## Conținut
Seria cuprinde patru romane, precum și un ghid al Lumii Inelare, scris în 1994 în colaborare cu Kevin Stein:
- Lumea Inelară (1970)
- Inginerii Lumii Inelare (1980)
- Tronul Lumii Inelare (1996)
- Ringworld's Children (2004)
- Fate of Worlds (2012) - cu Edward M. Lerner

În introducerea Inginerilor Lumii Inelare, Niven declară că nu intenționa să creeze o serie, dar reacția fanilor după apariția primului roman, Lumea Inelară, l-a convins să își revizuiască opinia. Cartea a devenit repede foarte populară, fiind apreciată de însuși Freeman Dyson, cel care a propus conceptul sferei ce a stat la baza Lumii Inelare. Unii cititori au observat că Lumea Inelară, fiind o structură rigidă, nu orbita exact soarele său, ci aluneca ușor, ceea ce avea să cauzeze în cele din urmă coliziunea cu soarele și dezintegrarea. Alții au realizat o serie de estimări privind necesarul pentru sistemul de irigare, rezistența minimă la rupere a scrith-ului sau parametrii sistemului de apărare antimeteoric, furnizându-i autorului suficient material pentru a justifica scrierea unei a doua cărți.
Al treilea volum al seriei a venit ca substitut pentru un roman contractat de Niven, pe care acesta nu reușit să îl scrie.
Alături de Edward M. Lerner, Niven a mai scris patru romane a căror acțiune se petrece înaintea celor din această serie:
- Fleet of Worlds (2007)
- Juggler of Worlds (2008)
- Destroyer of Worlds (2009)
- Betrayer of Worlds (2010)

## Ingineria Lumii Inelare
| Rază | 152.000.000 km (~1 UA)                                             |
| Circumferință | 955.200.000 km                                                     |
| Lățime | 1.595.200 km                                                       |
| Înălțimea Zidurilor de Margine | 1.600 km                                                           |
| Masă | 2×1027 kg                                                          |
| Suprafață | 15,54×1014 km² ~ 3 milioane de ori suprafața Pământului.           |
| Gravitația la sol | 9,455 m/s² ~ 0,992 g                                               |
| Viteza de rotație | 1.200.000 m/s                                                      |
| Clasa spectrală a soarelui | G3, foarte aproape de G2, puțin mai mică și mai rece decât Soarele |
| Lungimea zilei | 30 de ore                                                          |
| Perioada de rotație | 7,5 de zile ale Lumii Inelare (225 de ore, 9,375 zile terestre)    |
| Pe Lumea Inelară, perioadele de timp mai lungi de o zi se măsoară în falani, 1 falan reprezentând 10 rotații sau 75 de zile ale Lumii Inelare (93,75 zile terestre), ceea ce face ca 4 falani să fie puțin mai lungi decât un an terestru. |                                                                    |

"Lumea Inelară" este un inel artificial lat de aproape un milion de mile și cu un diametru aproximativ egal cu orbita terestră (ceea ce înseamnă o circumferință de aproape 1 miliard de km), care înconjoară o stea de tipul Soarelui. Ea se rotește, forța centrifugă furnizând o gravitație artificială apropiată de cea a Pământului. Lumea Inelară are o suprafață interioară locuibilă, echivalentă cu aproximativ 3 milioane de planete de talia Pământului. Cea mai mare parte a suprafeței este formată din pământ și mări cu apă dulce, puțin adânci. Pe partea opusă a inelului se află două oceane mari cu apă sărată, poziționate astfel încât să se contrabalanseze. Unul dintre oceane conține hărți 1:1 ale tuturor lumilor locuite ale spațilui cunoscut. Celălalt ocean conține mai multe hărți ale unei singure lumi: lumea natală Pak. Atmosfera este reținută de Ziduri de 1.000 de mile poziționate pe marginile inelului. Lumea Inelară poate fi considerată o felie subțire, rotitoare, a unei sfere Dyson, cu care împărtășește o serie de similitudini. Însuși Niven a descris Lumea Inelară ca "un pas intermediar între sferele Dyson și planete".

### Sursa materialului
Lumea Inelară este descrisă ca având o masă aproximativ egală cu suma tuturor planetelor din sistemul nostru solar. Personajele cărții lansează ipoteza că, pentru construirea ei, s-au folosit cu adevărat toate planetele sistemului solar original, până la ultimul asteroid și/sau satelit, deoarece steaua Lumii Inelare nu mai este orbitată de niciun alt corp. În Ringworld's Children se mai explică faptul că a fost nevoie de masa de reacție a aproximativ 20 de planete de tipul lui Jupiter pentru a învârti inelul; prin urmare, sau masa combinată a planetelor sistemului original a fost mult mai mare decât cea a sistemului nostru solar, sau au mai existat materiale provenind din alte surse.

### Scrith
Scrithul compune pereții și podeaua Lumii Inelare.
Scrithul este un material gri-lăptos, translucid, aproape fără fricțiune. Stratul de scrith care formează suprafața Lumii Inelare oprește trecerea a 40% din neutrinii care ajung la ea, fiind echivalentul unui strat de plumb cu o grosime de aproximativ un an-lumină. El absoarbe aproape 100% din radiațiile și particulele subatomice, disipând rapid căldura. Rezistența la rupere a scrithului este similară forței nucleare tari, fundația Lumii Inelare fiind adâncă de numai 30 m. De asemenea, este permeabilă pentru o serie de câmpuri magnetice.
Din cauza rezistenței sale ridicate, scrithul este impenetrabil în fața majorității armelor. Un corp (cum ar fi o cometă sau un asteroid) care ar lovi cu suficientă energie cinetică ar putea deforma podeaua Lumii Inelare, creând o gaură; în realitate, un asteroid numit de localnici "Pumnul-lui-Dumnezeu" a creat o asemenea gaură (înaintea evenimentelor prezentate în roman), dând naștere unei formațiuni similare unui munte. Inginerii Lumii Inelare foloseau un dispozitiv, numit pe limba lor cziltang brone, pentru a trece prin scrith, din vidul spațioporturilor lor către suprafașa locuibilă a Lumii Inelare.
Compoziția fizică a scrithului nu este clară, dar pare a prezenta caractericile unui metal (deși într-o formă mult exagerată): de exemplu, rezistența uriașă la rupere, capacitatea de a conduce căldura și de a reține induce un câmp magnetic. Un localnic spune că scrithul a fost produs pe cale artificială prin transmutarea materiei, deși ulterior acest aspect ajunge să fie considerat o minciună.